# Speicherseekraftwerk Ismaning
Das Speicherseekraftwerk Ismaning ist ein Laufwasserkraftwerk am Mittlere-Isar-Kanal.

## Geschichte
Das 1951 eröffnete Kraftwerk liegt am Einlauf des Ismaninger Speichersees. Ebenso wie der Speichersee allgemein Ismaninger Speichersee genannt wird, obwohl er nicht auf dem Gebiet der Gemeinde Ismaning liegt, wird auch das Kraftwerk meist als Speicherseekraftwerk Ismaning bezeichnet, da es auf der Nordseite des aus den Fischteichen und dem Speichersee gebildeten Gewässers liegt. Tatsächlich befinden sich sowohl das Kraftwerk als auch der Großteil des Sees auf dem Gebiet der Gemeinde Aschheim.
Das Speicherseekraftwerk hat eine mittlere Fallhöhe von 3,5 m. Die beiden  Kaplan-Turbinen mit einem Durchfluss von 28 m³/s und 125 min−1 wurden 1995 gegen Turbinen mit einer anderen Legierung ausgewechselt, die kaum noch Schäden durch Kavitation aufweisen. Eines der alten Turbinenräder ist vor dem Kraftwerk Neufinsing ausgestellt. Die elektrische Leistung des Kraftwerks beträgt 1,3 MW. Das Kraftwerk wurde ursprünglich vom Kraftwerk Neufinsing aus gesteuert. Seit dem 1. Mai 2011 werden jedoch alle Kraftwerke der E.ON Wasserkraft an der Isar, am Lech und an der Donau von ihrem Hauptsitz in Landshut aus gesteuert. 
Das operative Geschäft der E.ON Kraftwerke GmbH wurde mit Wirkung zum 25. September 2015 durch zwei Ausgliederungen über die Uniper Holding GmbH auf deren Tochterunternehmen Uniper Kraftwerke GmbH übertragen.
Seit Dezember 2022 gehört die Gesellschaft als Teil der Uniper Holding GmbH als indirekte Folge des russischen Überfalls auf die Ukraine zu 99,12 % dem deutschen Staat.